# Михайленков
Михайленков (укр. Михайленків) — село, входит в Бородянский район Киевской области Украины.
Население по переписи 2001 года составляло 1 человек. Почтовый индекс — 07800. Телефонный код — 8-04477. Занимает площадь 0,3 км².

## Местный совет
07814, Киевская обл., Бородянский р-н, с. Небрат, ул. Ленина, 74